# Nea Epidavros
Nea Epidavros  este un oraș în Grecia în Prefectura Argolida.